# 557th U.S. Army Artillery Group
Die 557th US Army Artillery Group, kurz 557th USAAG, war ein militärischer Artillerie-Verband der Streitkräfte der Vereinigten Staaten.
In der Zeit des Kalten Krieges war ihr Hauptquartier die Aartal-Kaserne in Herbornseelbach. Im Rahmen der Nuklearen Teilhabe wurde jedem Korps des Heeres der Bundeswehr zur Unterstützung eine US-Artillerie-Gruppe (USAAG) und eine Ordnance Company zugeordnet. Für das III. Korps in Koblenz und das Nachschubbataillon Sw 320 in Herbornseelbach waren dies die 557th USAAG und die 96th Ordnance Company der 59th Ordnance Brigade.
Zu den Aufgaben zählte unter anderem die Betreuung des Sondermunitionslagers Bellersdorf.